# Anthony Starke
Pour les articles homonymes, voir Starke (homonymie).
Anthony Starke, né le 6 juin 1963 à Syracuse (New York), est un acteur américain.

## Biographie
Anthony Starke a fait des études en art dramatique à l'université Marquette. Il a joué quelques seconds rôles au cinéma, notamment dans Permis de tuer (1989) ainsi que des rôles de premier plan dans Le Retour des tomates tueuses (1988) et Y a-t-il un exorciste pour sauver le monde ? (1990), mais est surtout connu pour ses nombreuses apparitions dans des séries télévisées. Il a fait partie de la distribution principale de la série Les Sept Mercenaires et a joué un rôle récurrent dans Prison Break et Championnes à tout prix.

## Filmographie

### Cinéma
- 1986 : Rien en commun : Cameron
- 1988 : Le Retour des tomates tueuses : Chad Finletter
- 1988 : 18 Again! : Russ
- 1989 : Permis de tuer : William Truman-Lodge
- 1990 : Y a-t-il un exorciste pour sauver le monde ? : Le père Luke Brophy
- 1993 : Cavale sans issue : Billy
- 1996 : De kersenpluk
- 2009 : Un bébé à bord : Dr. Taylor
- 2015 : Meet my Valentine : Dr. Weaver
- 2015 : A Christmas Eve Miracle : Dustin Holden
- 2018 : The Scorpion's Tale

### Télévision
- 1985 : First Steps (Téléfilm) : Dean Conroy
- 1985 : Ricky ou la Belle Vie (série télévisée, saison 4 épisode 13) : Doug
- 1986-1987 : One Big Family (série télévisée, 25 épisodes) : Don Hattan
- 1987 : 21 Jump Street (série télévisée, saison 2 épisode 12) : Prior
- 1988 : Smart Guys (série télévisée) : Tommy Byrd
- 1990 : Flash (série télévisée, saison 1 épisode 8) : Russell
- 1991 : Beverly Hills (série télévisée, saison 2 épisode 13) : Le cowboy
- 1992 : Cheers (série télévisée, saison 10 épisode 21) : Slim
- 1992 : Down the Shore (série télévisée, 1 épisode) : Vaughn
- 1993 : Brisco County (série télévisée, saison 1 épisode 10) : Olaf Brackman
- 1994-1995 : The George Carlin Show (série télévisée, 27 épisodes) : Jack Donahue
- 1995 : Seinfeld (série télévisée, saison 6 épisode 18) : Jimmy
- 1995 : Star Witness (Téléfilm) : Aldo
- 1996 : The Last Frontier (en) (série télévisée, 6 épisodes) : Billy McPherson
- 1996-1997 : Susan! (série télévisée, 4 épisodes) : Kip Richmond
- 1997 : Le Caméléon (série télévisée, saison 1 épisode 10) : Michael Patrick
- 1998 : Inferno- La grande canicule (Téléfilm) : Will Dezmond
- 1998-2000 : Les Sept Mercenaires (série télévisée, 22 épisodes) : Ezra Standish
- 2001 : Boston Public (série télévisée, saison 1 épisode 11) : Joey
- 2001 : Charmed (série télévisée, saison 4 épisode 9) : Devlin
- 2002 : Angel (série télévisée, saison 3 épisode 20) : Tyke
- 2003 : Abby (série télévisée, saison 1 épisode 7) : Sean Parnell
- 2004 : Preuve à l'appui (série télévisée, saison 3 épisode 5) : Brad Halford
- 2005 : Prison Break (série télévisée, 3 épisodes) : Sebastian Balfour
- 2006 : Nip/Tuck (série télévisée, saison 4 épisode 8) : Tom McNamara
- 2007 : Cold Case : Affaires classées (série télévisée, saison 4 épisode 23) : Jay Dratton
- 2007 : Burn Notice (série télévisée, saison 1 épisode 10) : Doug Baker
- 2007 : NCIS : Enquêtes spéciales (série télévisée, saison 5 épisode 8) : Derrick Choyce
- 2007 : Journeyman (série télévisée, saison 1 épisode 11) : Dennis Ambaucher jeune
- 2008 : Urgences (série télévisée, saison 14 épisodes 12 et 13) : Dr. Craig
- 2008 : Dr House (série télévisée, saison 4 épisode 10) : Roger
- 2009 : Lie to Me (série télévisée, saison  épisode 9) : Kyle
- 2009-2012 : Championnes à tout prix (série télévisée, 35 épisodes) : Steve Tanner
- 2011 : Les Experts : Miami (série télévisée, saison 9 épisode 17) : Peter Holland
- 2011 : The Defenders (série télévisée, saison 1 épisode 18) : Blake Donovan
- 2012-2013 : Shake It Up (série télévisée) (série télévisée, 4 épisodes) : Jeremy Hunter
- 2013 : Castle (série télévisée, saison 5 épisode 12) : Gary Moore
- 2014 : Perception (série télévisée, saison 3 épisode 4) : Richard Douglas
- 2014-2017 : Hand of God (série télévisée, 10 épisodes) : Gilbert McCauley
- 2015 : Mon meilleur ennemi (Téléfilm) : Dr. Weaver
- 2015 : Nounou malgré elle (Téléfilm) : Ted
- 2015 : Mad Men (série télévisée, saison 7 épisode 11) : Gerald Brady
- 2017-2018 : MacGyver (série télévisée, 2 épisodes) : Henry
- 2021 : 9-1-1: Lone Star (série télévisée, saison 2 épisode 5) : Alan
- 2022 : Foreclosure (Téléfilm) : Détective Ivie